# Гийом Жюмьежский

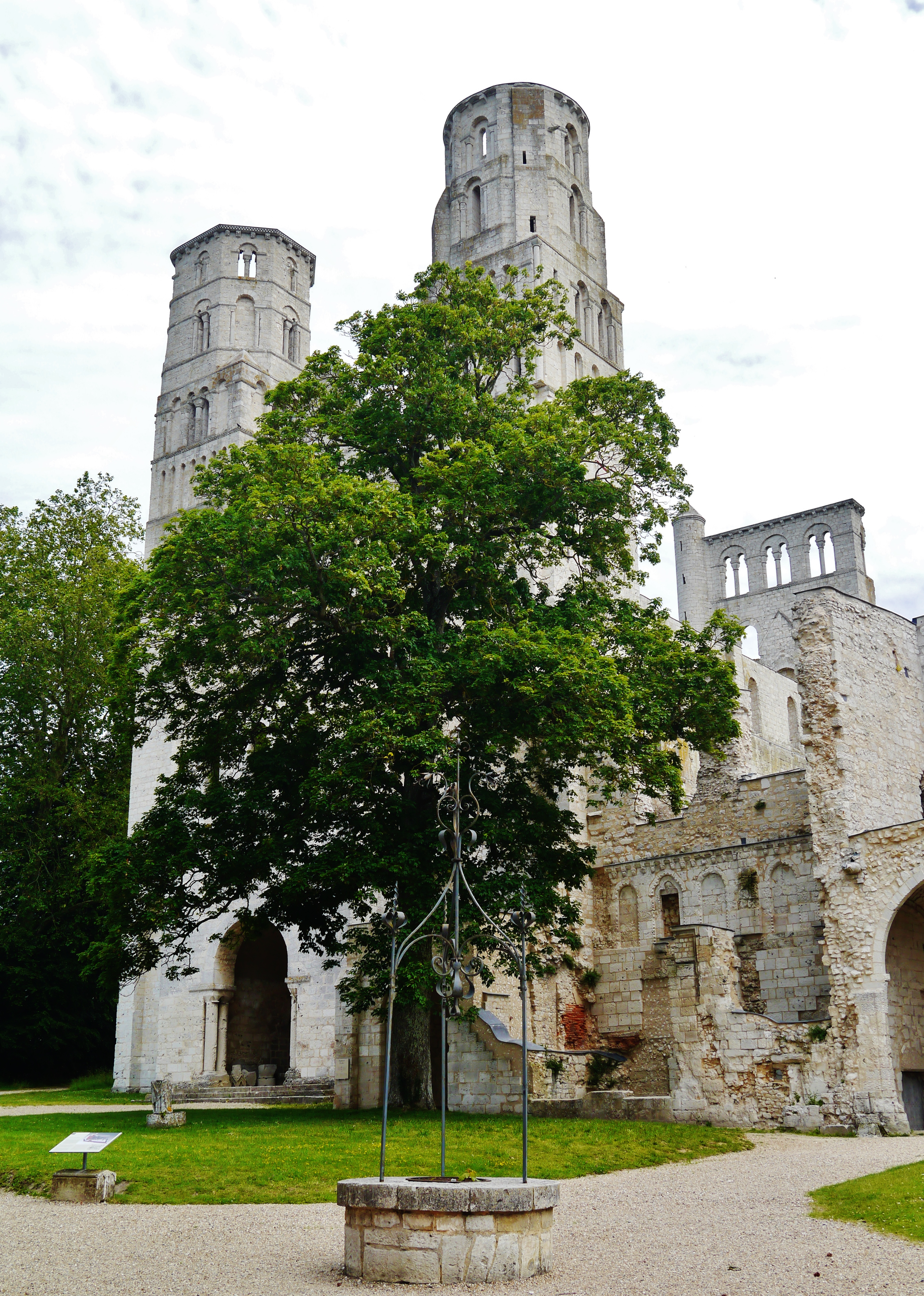
Руины кафедрального собора аббатства Св. Петра в Жюмьеже, XI век

Гийо́м Жюмьежский, он же Гильом или Вильгельм Камешек (фр. Guillaume de Jumièges, лат. Guilelmus Calculus; до 1026 — около 1090) — средневековый нормандский хронист, монах-бенедиктинец из Жюмьежского аббатства Святого Петра, современник нормандского завоевания Англии, автор «Деяний герцогов Нормандии» (лат. Gesta Normannorum Ducum).

## Биография
О Гийоме Жюмьежском известно немного. Достоверно установлено, что он был монахом аббатства Св. Петра в Жюмьеже в Верхней Нормандии. Тот факт, что в своей хронике Гийом упоминает, что лично был свидетелем некоторых событий периода правления нормандского герцога Ричарда III (1026—1027), позволяет отнести время его рождения примерно к 1000 году. 
Вероятно, в Жюмьежский монастырь Гийом поступил в первой четверти XI века и обучался там у приора Тьерри де Матонвиля, а после того как в 1050 году последний стал настоятелем аббатства Сен-Эвруль, возглавил вместо него монастырскую школу. По словам Ордерика Виталия, у Гийома было прозвище «Калкул» (лат. Calculus), т. е. «камешек» (для счёта), однако происхождение этого прозвища не установлено. 
Являясь современником Вильгельма Завоевателя и очевидцем нормандского завоевания Англии, что придаёт особое значение его работе, которая является наиболее ранним письменным источником о завоевании. Будучи нормандцем, Гийом в своей книге выражает нормандскую точку зрения на события, оправдывая действия Вильгельма Завоевателя в 1066 году. Сдержанно рассказывая об испытаниях, выпавших в юности на долю герцога, он старательно замалчивает все его неблаговидные дела. 
При этом, сохраняя, подобно своим соплеменникам, память о собственном скандинавском происхождении и этническом родстве с датчанами, он резко осуждает, к примеру, резню на день Св. Брайса 1002 года, устроенную англосаксонским королём Этельредом Неразумным, который «внезапно воспылав яростью, приказал в один день убить, не обвинив ни в каком преступлении, данов, которые в мире и полном согласии жили по всему королевству, не боясь за свои жизни». Рассматривая последовавшее вслед за этим нападение на Англию Свейна Вилобородого как справедливую месть за это злодеяние.
Последние 20 лет своей жизни занимался составлением латинской хроники, получившей название «Деяния герцогов Нормандии». Как духовное лицо, очевидно, не имел военного опыта, однако его описания сражений и войн нормандцев представляют значительный интерес и проникнуты чувством гордости за свершения своего народа. Скончался он в своей обители не позже 1090 года. 

## «Деяния герцогов Нормандии»
«Деяния герцогов Нормандии» (лат. Gesta Normannorum Ducum) в первой своей редакции, включавшей семь книг, написаны были Гийомом Жюмьежским вскоре после 1072 года и предварялись посвящением герцогу-завоевателю, которое гласило: «Вильгельму, благочестивому, победоносному и христианнейшему королю Англии, милостью Божией Гийом из Жюмьежа, наименее достойный из монахов, желает силы Самсона для поражения врагов его и мудрости Соломона для познания истины». 
Первая часть хроники (до 996 года), охватывающая правление Хастинга, Роллона, Вильгельма Длинный Меч и Ричарда I Бесстрашного, представляет собой изложение «Истории норманнов» Дудо Сен-Кантенского (между 1015 и 1026 гг.), с прибавлением сведений из местных монастырских анналов. Рассказав об основателе Жюмьежской обители Св. Филиберте (VII в.) и обсудив фантастическую этимологию самого топонима (Gemeticum — от слова «гемма»), автор описывает разорение монастыря в 851 году викингами, приплывшими после разграбления Вермандуа. 
Вслед за этим, значительно сократив начальную часть труда Дудона, посвящённую деяниям легендарного Хастинга, Гийом более обстоятельно излагает историю основателя Нормандского герцогства Роллона, заключившего мир с архиепископом Руанским Франконом (912—919) и доставившего из Бретани мощи Св. Эрментруды, помещённые в местную часовню Св. Вааста, пока само аббатство стояло в руинах. При этом он, подобно Дудону, называет Роллона датчанином и датирует его прибытие в Нормандию 876 годом, тогда как большинство современных исследователей относит это событие к 896 году, считая самого Хрольва Пешехода норвежцем. Затем сообщается о воссоздании монастыря около 930 года герцогом Вильгельмом, нашедшим во время охоты пристанище у поселившихся на его развалинах монахов-отшельников Бодуэна и Гондуэна, а после о сделанных его сыном Ричардом I богатых земельных пожертвованиях обители.   
Вторая часть, посвящённая деяниям герцогов Ричарда II Доброго, Ричарда III, Роберта Дьявола и его сына Вильгельма уже является авторской работой Гийома. В частности, он рассказывает о  передаче в 1024 году Ричардом Добрым лесов, земель и хозяйственных построек в Вимутье. Начиная со времён правления герцога Ричарда III (1026—1027) события в значительной степени описаны на основании собственных наблюдений хрониста, возможно, участвовавшего лично в восстановительной деятельности аббата Роберта, отплывшего в 1042 году в Англию и ставшего там позже архиепископом Кентерберийским. 
Своё изложение Гийом завершает 1060 годом, однако последующие события, в частности, нормандское завоевание Англии в 1066 году, заставили его продолжить книгу и дополнить её сведениями о завоевании и провозглашении Вильгельма королём Англии, а также сообщить о его визите в аббатство, где 1 июля 1067 года он освятил церковь Св. Марии. Не исключено, инициатором подобных дополнений являлся сам герцог Вильгельм, сообщивший хронисту ряд важных подробностей военной кампании по ту сторону Ла-Манша. Работу над второй редакцией хроники Гийом завершил описанием событий 1070 года, но в конце своей жизни, вероятно, продолжил их изложение до 1087 года. 
Позднее «Деяния» продолжались и дополнялись другими авторами, прежде всего, Ордериком Виталием и Робертом де Ториньи, включая в окончательной своей редакции восемь книг и останавливаясь на событиях 1137 года, смерти дочери Вильгельма I графини Адели Блуаской и настоятеля аббатства Ле-Бек Бошона. Хроника Гийома Жюмьежского, несмотря на некоторые фактологические ошибки и хронологические неточности, отличается правдивым воспроизведением нравов и обычаев современной ему эпохи. В сообщении о женитьбе французского короля Генриха I на Анне Ярославне Гильом назвал Ярослава Мудрого «королём ругов» — rex Rugorum.

## Рукописи и издания
«Деяния герцогов Нормандии» хорошо были известны средневековым историкам, активно цитировались ими уже в первой половине следующего XII столетия, в частности, Уильямом Мальмсберийским и Ордериком Виталием, и ещё в начале XV столетия использовались Томасом Уолсингемом из Сент-Олбанса в «Описании Нормандии». Уже в 1980 году учёным известна была 31 их рукопись, сегодня же их насчитывают 47. Четыре манускрипта XII—XIII веков признаются старейшими, два из них хранятся в Национальной библиотеке Франции, одна в Библиотеке Мазарини (Париж) и ещё одна в муниципальной библиотеке Руана. 
Впервые «Деяния» были напечатаны в 1603 году во Франкфурте английским антикварием Уильямом Кемденом, под заглавием «История норманнов в семи книгах» (лат. Historiae Normanorum libri VII), а в 1619 году опубликованы в Париже в сборнике «Древних норманнских историков» королевским историографом Андре Дюшеном, по двум рукописям из библиотеки историка Жака-Огюста де Ту. Полный французский перевод хроники увидел свет в 1826 году в Париже в 29-м томе «Коллекции мемуаров, относящихся к истории Франции», издававшейся под редакцией историка-медиевиста Франсуа Гизо, и в 2004 году переиздан был репринтным способом в Клермон-Ферране. Комментированное научное издание, подготовленное Жаном Марксом, выпущено было в 1914 году в Руане и Париже.

## Публикации
- Histoire des Ducs de Normandie par Guillaume de Jumièges, et suivie De La Vie de Guillaume le Conquérant, par Guillaume de Poitiers, publeè par M. Guizot. — Caen: Chez Mancel, 1826. — viii, 464 p. (фр.)
- Histoire des Ducs de Normandie par Guillaume de Jumièges // Collection des mémoires relatifs à l'histoire de France, depuis la fondation de la monarchie française jusqu'au 13e siècle; avec une introduction, des supplémens, des notices et des notes par M. Guizot. — Tome 29. — Paris: Brière, 1826. (фр.)
- Guillaume de Jumièges. Gesta Normannorum, publiée par Jean Marx. — Paris: A. Picard; Rouen: Lestringant, 1914. (лат.)
- The Gesta Normannorum Ducum of William of Jumièges, Orderic Vitalis, and Robert of Torigni. Edited and translated by Elisabeth van Houts. — Tomes I—II. — Oxford: Clarendon Press, 1992—1995. — cxxxiii, 156 p. + xv, 341 p. — (Oxford Medieval Texts). (англ.)
- Guillaume de Jumièges. Histoire des Normands: des origines jusqu’à l’année 1137. Traduction en français par François Guizot. — Clermont-Ferrand: Paleo, 2004. — 328 p. — (Sources histoire de France). — ISBN 978-2849090985. (фр.)